# Балачинский, Сурен Романович
Суре́н Рома́нович Балачи́нский (род. 18 апреля 1973, СССР) — Заслуженный мастер спорта России по самбо, мастер спорта России по дзюдо, чемпион мира (1998, 1999) и обладатель Кубка мира (1999) по самбо, многократный чемпион России по самбо. Тренер высшей категории. Награждён медалью ордена «За заслуги перед Отечеством» II степени.

## Спортивная карьера
Родился в семье военного в Москве. Спортом начал заниматься 7-летнем возрасте. В 9 лет по настоянию отца был определён в спортивную секцию самбо школы № 200 района Ясенево г. Москва. Вскоре подающий надежды молодой спортсмен был переведён в школу «Самбо-70». Тренеры: К. В. Троянов, Д. Л. Рудман, С. Н. Лукашов. В центре образования «Самбо — 70» его заметил основатель этой школы Давид Львович Рудман, и лично определил Балачинского в самый перспективный класс. Уже в 10 лет Сурен выполнил норматив 2-го юношеского разряда, в 9-м классе стал кандидатом в мастера спорта. Испытанием стала серьёзная травма, из-за которой Сурен пропустил мастерские турниры. Звание мастера спорта было получено после победы на чемпионате России, в 17-летнем возрасте. После победы на чемпионате Европы, Сурен получил звание мастера спорта международного класса, которое подтвердил когда был призван в армию (ВВС, Кубинка, СК) В 1991 году. После выпуска из школы руководители «Самбо — 70» приняли решение оставить ученика в качестве тренера-преподавателя. Окончив институт физической культуры (специалист по физкультуре и спорту) в 1994 поступил на службу в ФСНП РФ.
За время службы в налоговой полиции (1994—1999 годы), Сурен стал двукратным чемпионом мира по самбо (1998 и 1999 годы), победителем Кубка Мира (1999 год). Основной тренировочной базой являлась родная для Сурена Романовича школа «Самбо — 70» во главе с Заслуженным тренером России, мастером спорта СССР по самбо Р. А. Лайшевым, оказавшим огромное влияние на спортивную карьеру Балачинского. Также Сурен является мастером спорта по дзюдо. Бронзовый призёр чемпионата России по дзюдо 1998 года, серебряный призёр чемпионатов России 1999 и 2000 годов, чемпион Москвы по дзюдо 1998—2003 годов.

## Настоящее время
С 2003 года, после реорганизации налоговой полиции, остался в рядах спецназа ФСКН РФ. И в 2009 году получил звание подполковника спецназа ФСКН РФ. Уволился по выслуге лет в 2011 г. В 2012 г за защиту отечества, заслуги в мире спорта, кристальную репутацию, был приглашён руководителем департамента физкультуры и спорта А. О. Воробьёвым, занять пост директора ФОКа «Самбо — 70» и уже спустя полгода успешной работы, 5 сентября 2012 года назначен генеральным директором Государственного бюджетного образовательного учреждения дополнительного образования детей спортивной направленности города Москвы Специализированной детско-юношеской спортивной школы олимпийского резерва «Московское городское физкультурно-спортивное объединение» Департамента физической культуры и спорта города Москвы (ГБОУ ДОДСН СДЮСШОР «МГФСО» Москомспорта).

## Спортивные результаты
- Чемпионат России по самбо 1997 — ;
- Чемпионат России по самбо 1998 — ;
- Чемпионат России по самбо 1999 — ;
- Чемпионат России по самбо 2004 — ;